# Zyen Jones
Zyen Jones (Clarkston, 2000. augusztus 25. –) amerikai utánpótlás-válogatott labdarúgó, az észt Kalju csatárja.

## Pályafutása

### Klubcsapatokban
Jones az Alpharetta Ambush-ban kezdte a labdarúgást, majd megfordult a Georgia United csapatában, mielőtt az Atlanta Unitedhez került. 2018-ban a német első osztályú Schalke 04 együtteséhez került, ahol 1 évet töltött az akadémián. Ezután Jones visszatért az Egyesült Államokba, és 2019. április 19-én csatlakozott az USL Championship-ben szereplő Charlotte Independence csapatához. 2020. október 13-án szerződtette a Ferencváros a második csapatába. 2021. szeptember 6-án a Ferencváros kölcsönadta egy évre a szlovák élvonalban szereplő Spartak Trnava csapatához.  2022. február 28-án a norvég Tromsø együtteséhez igazolt szintén kölcsönben.

### Válogatottban
Jones játszott már az Egyesült Államok U17-es és U20-as csapatában is. Édesapja révén a jamaikai válogatottban is játszhat.